# 五十嵐浜村
五十嵐浜村（いからしはまむら）は、かつて新潟県西蒲原郡にあった村。1901年11月1日の合併によって消滅し、現在は新潟市西区の一部となっている。
以下の記述は合併直前当時の旧五十嵐浜村に関しての記述であり、現在では名称等が異なる場合がある。なお、ここに記述されていない内容に関しては新潟市などの記事を参照。

## 地理
北西側は日本海に面する。

## 沿革
- 1889年（明治22年）4月1日 - 町村制施行に伴い西蒲原郡五十嵐浜村、中浜村、中権寺村が合併し、五十嵐浜村が発足。
- 1901年（明治34年）11月1日 - 村域を二分割し、次のように隣接自治体と合併して消滅。
  - 大字五十嵐浜・中浜 → 西蒲原郡内野村と合併し内野村を新設
  - 大字中権寺 → 西蒲原郡赤塚村、木山村（一部）と合併し赤塚村を新設

## 地域
五十嵐浜村は、合併した村名を継承する以下の大字で構成される。
五十嵐（いからし）
1889年（明治22年）まであった五十嵐浜村の区域。現在の新潟市西区五十嵐。
中浜（なかはま）

江戸期から1889年（明治22年）まであった中浜村の区域。1960年（昭和35年）に内野中浜（うちのなかはま）に改称。一部が新中浜（しんなかはま）1～6丁目になる。
中権寺（ちゅうごんじ）

1889年（明治22年）まであった中権寺村の区域。現在の新潟市西区中権寺。